# Ruée vers l'or en Terre de Feu
Entre 1883 et 1906, la Terre de Feu connut une ruée vers l'or qui attira un grand nombre de Chiliens, d'Argentins et d'Européens dans l'archipel, parmi lesquels beaucoup de Dalmates. La ruée vers l'or permit l'établissement des premières villes de l'archipel et le développement économique de la ville de Punta Arenas. Une fois la ruée vers l'or terminée, la plupart des mineurs quittèrent l'archipel, alors que ceux qui restèrent se reconvertirent dans l'élevage d'ovins et dans la pêche. La population d'indiens Selknam déclina de manière importante durant cette période.

## Première découvertes
En 1879, une expédition conduite par l'officier de la Marine chilienne Ramón Serrano Montaner découvrit de l'or dans certains cours d'eau situés à l'ouest de la Terre de Feu,. Cependant la ruée vers l'or à proprement parler ne sera déclenchée qu'en 1884. Cette année-là, le bateau à vapeur français Arctique fit naufrage sur la côte nord du cap Virgenes. Une expédition envoyée à son secours découvrit de l'or dans un endroit baptisé « Zanja a Pique ». Lorsque la nouvelle parvient à Punta Arenas de nombreux habitants se mirent en route pour rejoindre Zanja a Pique. De Punta Arenas la nouvelle atteint Buenos Aires.

## La ruée vers l'or et l'expédition de Julius Popper

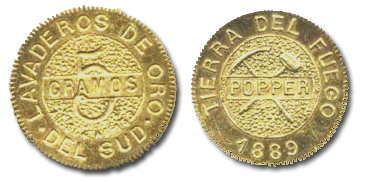
Pièce de 5 grammes d'or de Terre de Feu (1889), frappée par Julius Popper.

À Buenos Aires, la presse décrit les découvertes d'or et les compare avec celles des ruées ayant lieu en Australie et en Californie. Dans cette ville, de nombreuses entreprises sont créées dans le but d'aller extraire de l'or. Julius Popper, un ingénieur des mines roumain, est recruté par l'une de ces entreprises à Buenos Aires. Popper commença alors à recruter un certain nombre de Dalmates parmi les immigrants vivant à l'époque à Buenos Aires. Popper se mit alors en route, en compagnie de ses employés, en direction d'El Páramo dans la baie de San Sebastián où des découvertes avaient été réalisées. Un autre camp est établi dans la baie Sloggett sur la côte sud de la Grande île de Terre de Feu.
La ruée vers l'or n'épargne pas les îles chiliennes situées au sud du canal Beagle de telle sorte qu'en 1893 plus d'un millier d'hommes, principalement des Dalmates, y vivaient. Cependant, à partir de 1894 l'extraction d'or commença à décliner dans ces îles qui se dépeuplèrent petit à petit,. Un grand nombre d'entreprises créées au début des années 1900 pour extraire de l'or dans les îles situées au sud du canal Beagle obtinrent de bien maigres résultats.

## Conséquences

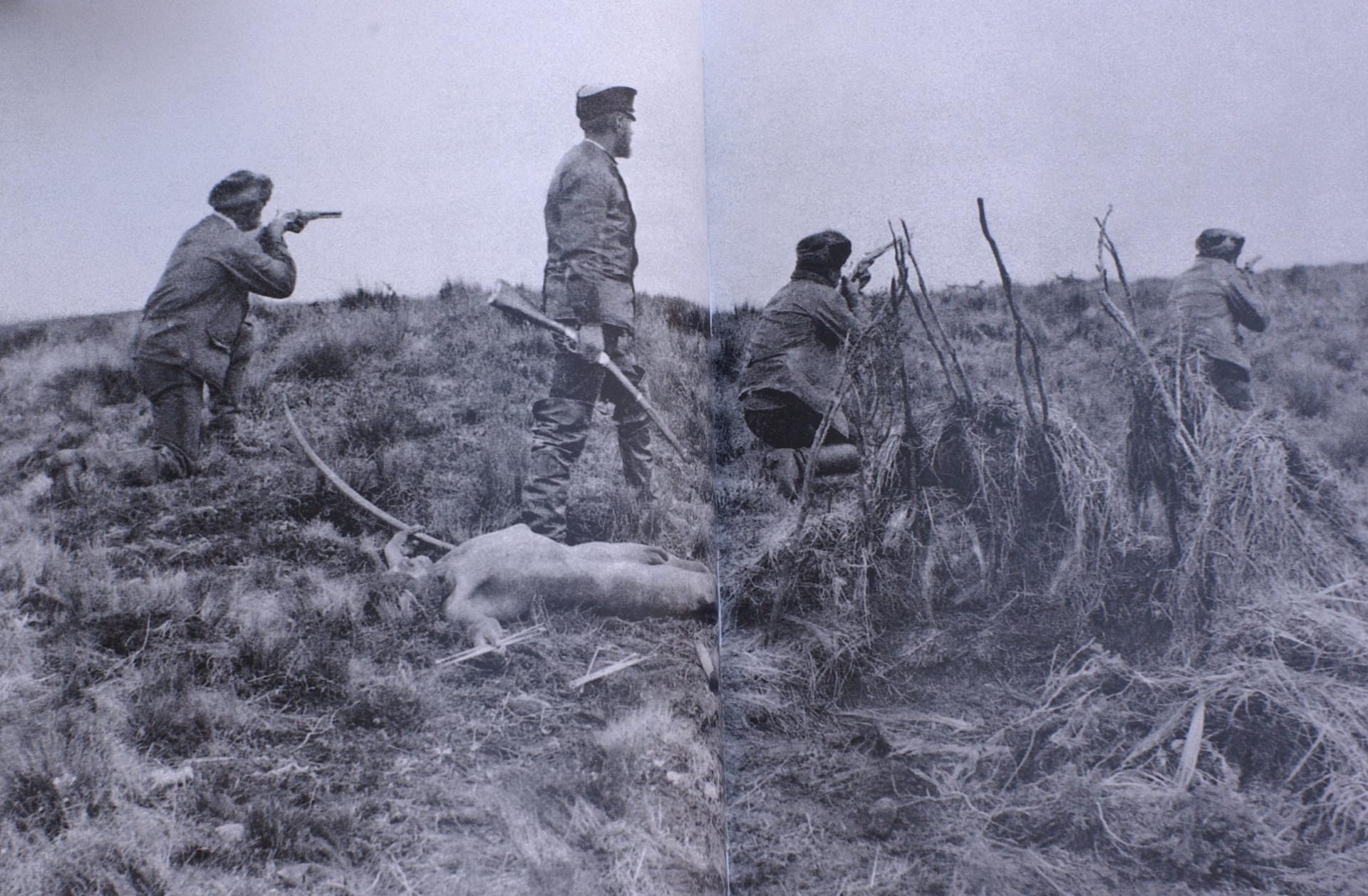
Popper, debout au centre, avec trois de ses mercenaires, en plein massacre (1886).

Pendant ses travaux de prospection en Terre de Feu, Popper fut impliqué dans l'assassinat d'indiens Selknam, ce qui sera connu par la suite sous le nom d'extermination des Selknam,.
En différents points de l'île, des chercheurs d'or, des gardiens de moutons et « même la police » auraient attaqué des camps indiens pour prendre possession des femmes présentes sur les lieux. Ces rapts créèrent un déficit de femmes au sein des tribus fuégiennes. La capture et le contrôle de femmes sur l'île principale aggrava le conflit entre les groupes rivaux. Il existe également des traces de vente de femmes entre prospecteurs. En 1894, la ville de Porvenir était constituée de 5 bâtiments, dont deux magasins vendant de l'alcool et un bordel.
Au fur et à mesure que les quantités extraites diminuaient, les Dalmates impliqués dans la prospection abandonnèrent cette activité et retournèrent soit en Dalmatie ou à Buenos Aires soit s'établirent à Punta Arenas. La ruée vers l'or permit une amélioration des connaissances sur la géographie des îles - alors méconnues - situées au sud du canal Beagle et l'organisation de transports réguliers en direction de Punta Arenas. L'or extrait sur la grande île de la Terre de Feu quitta généralement la région sans améliorer outre mesure la situation économique de l'extrémité australe du continent sud-américain, mais l'or extrait dans les îles situées au sud du canal Beagle finit, lui, à Punta Arenas où elle permit un développement économique certain.